# Monte Sant'Elia (Palmi)

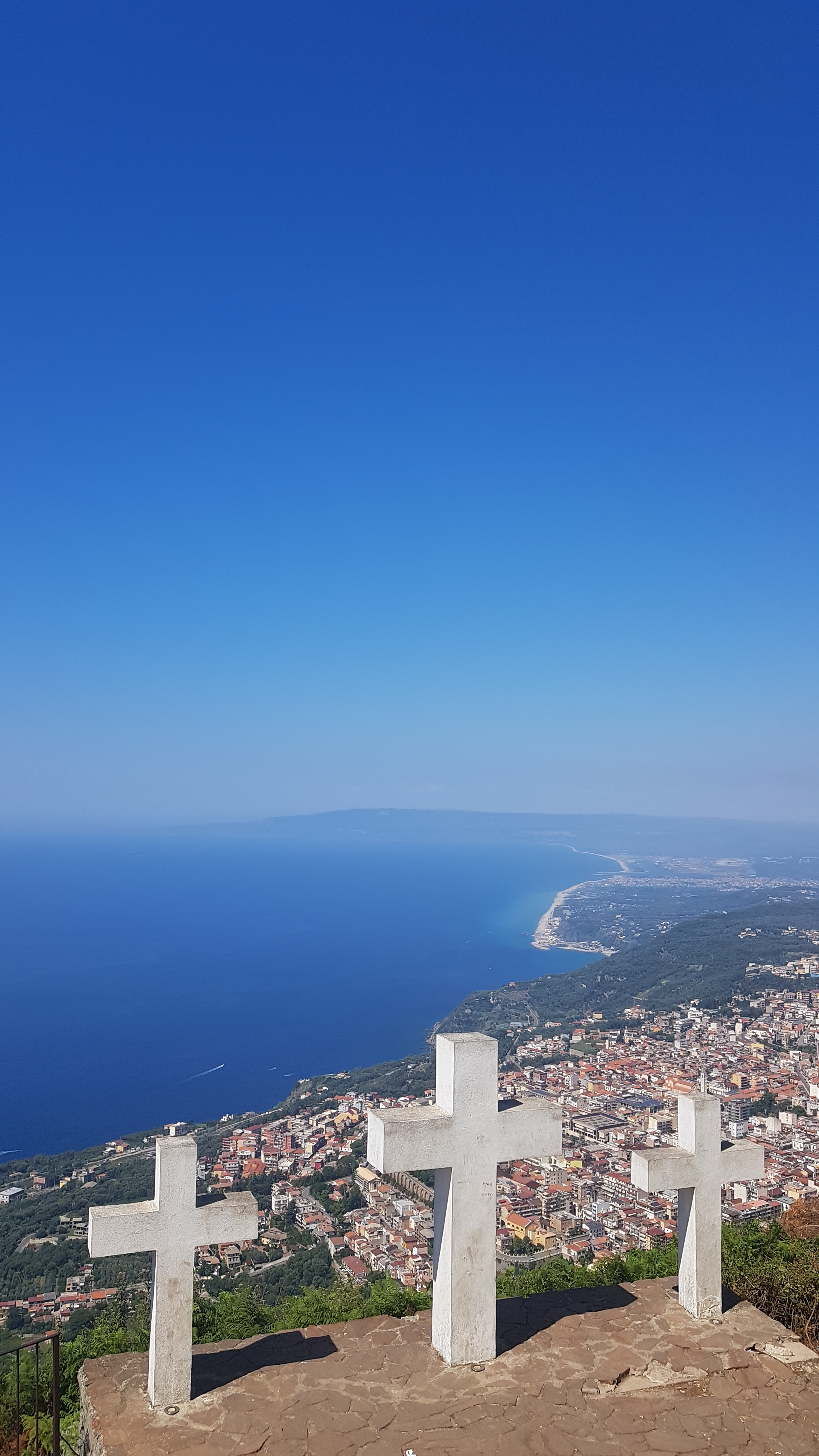
Veduta da Monte Sant'Elia sulla piana di Gioia Tauro, Calabria

Il monte Sant'Elia si trova nel comune di Palmi, in città metropolitana di Reggio Calabria. Crinale costiero del massiccio dell'Aspromonte, è definito il «balcone sul mar Tirreno». La montagna, nella quale insistono anche alcuni edifici residenziali, è anche uno dei tre centri abitati ufficiali di Palmi, secondo i dati Istat.

## Geografia fisica
(Luigi Parpagliolo)

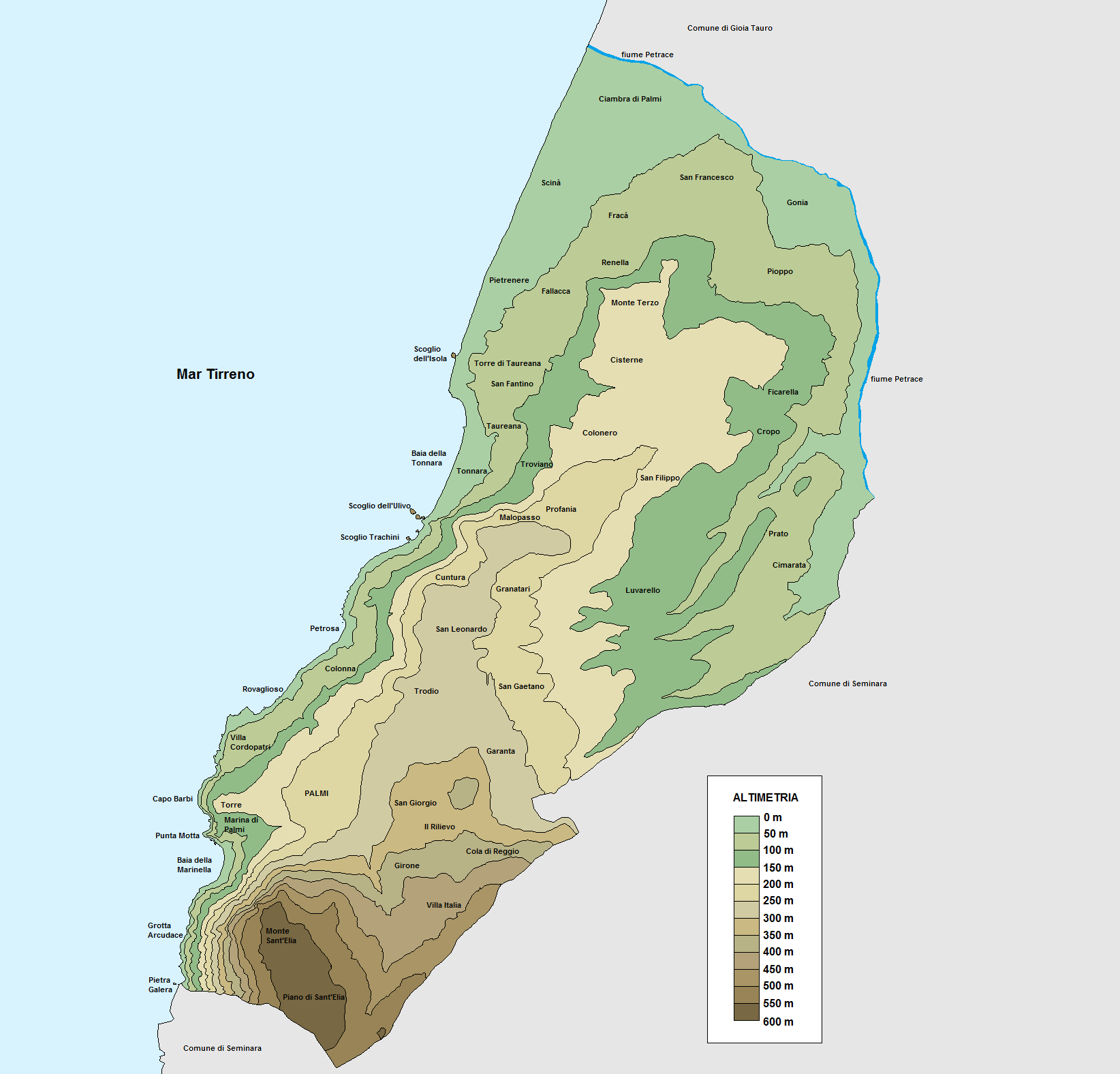
carta fisica del comune di Palmi con evidenziate, nella parte meridionale, le altimetrie del Monte Sant'Elia.

Il monte Sant'Elia occupa l'estremità meridionale del territorio comunale di Palmi, sovrastando il centro cittadino. Con i suoi 579 metri s.l.m., la montagna risulta avere la massima altitudine comunale ed è il confine naturale a sud della Piana di Gioia Tauro. Inoltre, per la sua conformazione, è spesso descritto come un "braccio verso ponente" dell'Aspromonte, che degrada rapidamente verso il mar Tirreno tramite un sistema di falesie, piccole spiagge e scogliere. Difatti, nel tratto di mare antistante il monte Sant'Elia e compreso nella Costa Viola, sono si trovano la baia della Marinella, la grotta delle Sirene, la grotta dell'Arcudace, la grotta Perciata e lo scoglio di Pietra Galera.
La vegetazione del monte è composta prevalentemente da pini marittimi e castagni ed il suo territorio rientra, nella sua totalità, nell'elenco delle Zone di Protezione Speciale e dei Siti di Interesse Comunitario della Regione Calabria.
- Classificazione sismica: zona 1 (sismicità alta), Ordinanza PCM n. 3274 del 20/03/2003;
- Classificazione climatica: zona B, 888[9] GG

## Storia
Il nome della montagna, prima del X secolo, era monte Salinas. Il nome derivava dal toponimo dato all'attuale piana di Palmi, cioè Turma delle Saline. La Turma delle Saline era una suddivisione, in quel tempo, del tema di Calabria.
A Partire dal XVII secolo al nome di Salinas venne affiancato anche quello di monte Aulinas. Difatti è nel 1657 che il toponimo appare per la prima volta, per via di una errata trascrizione.
Successivamente la montagna venne intitolata a Elia di Enna, in funzione della permanenza del santo sul monte nel IX secolo.

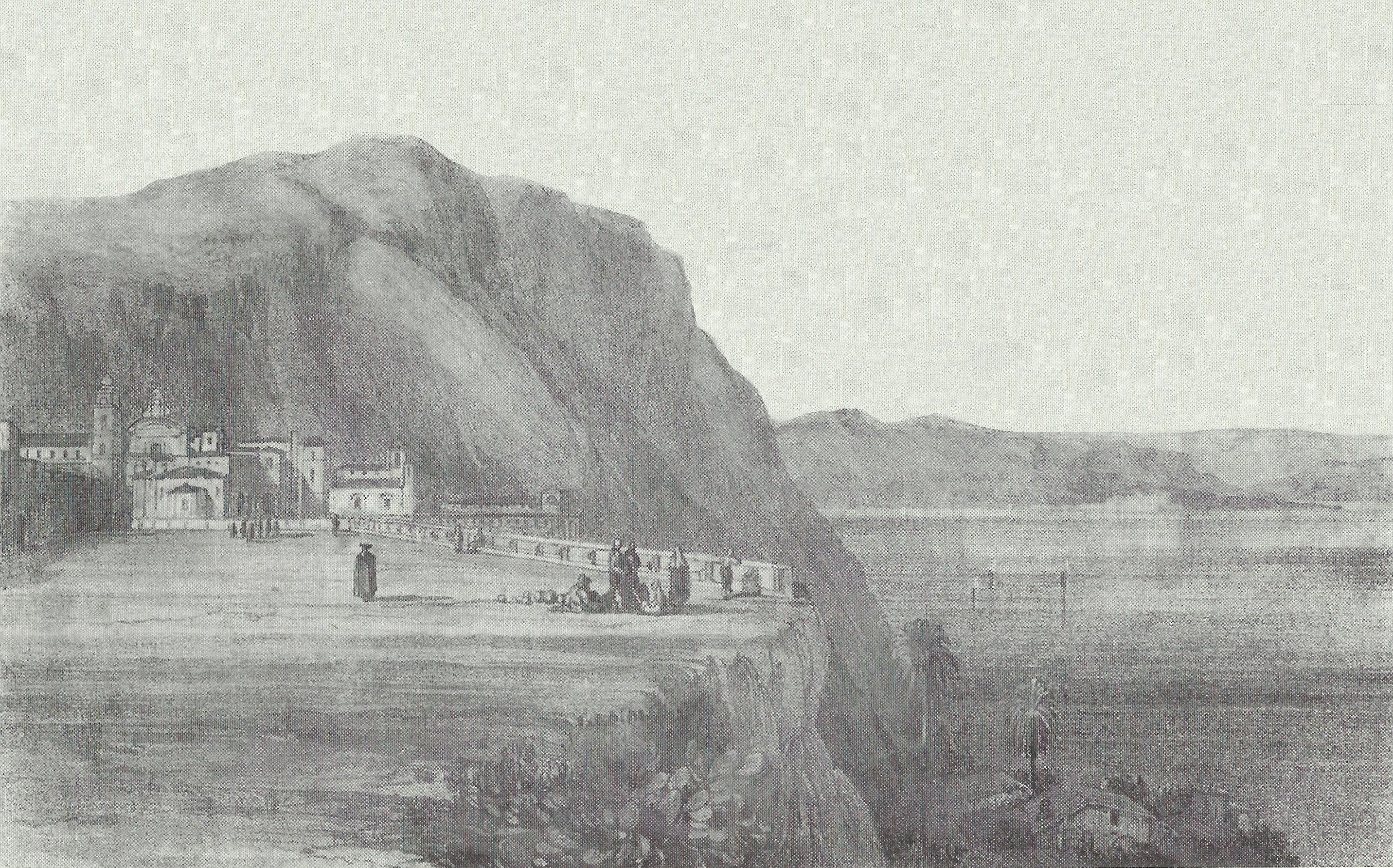
La montagna, vista da Palmi, in un dipinto del 1847

Le poche informazioni storiche pervenute sulla montagna riguardano quasi esclusivamente le vicende legate ai conventi e ai monaci inerenti alla chiesa di Sant'Elia, più volte distrutta e riedificata nel corso dei secoli per i terremoti o per conflitti bellici.

## Monumenti e luoghi d'interesse

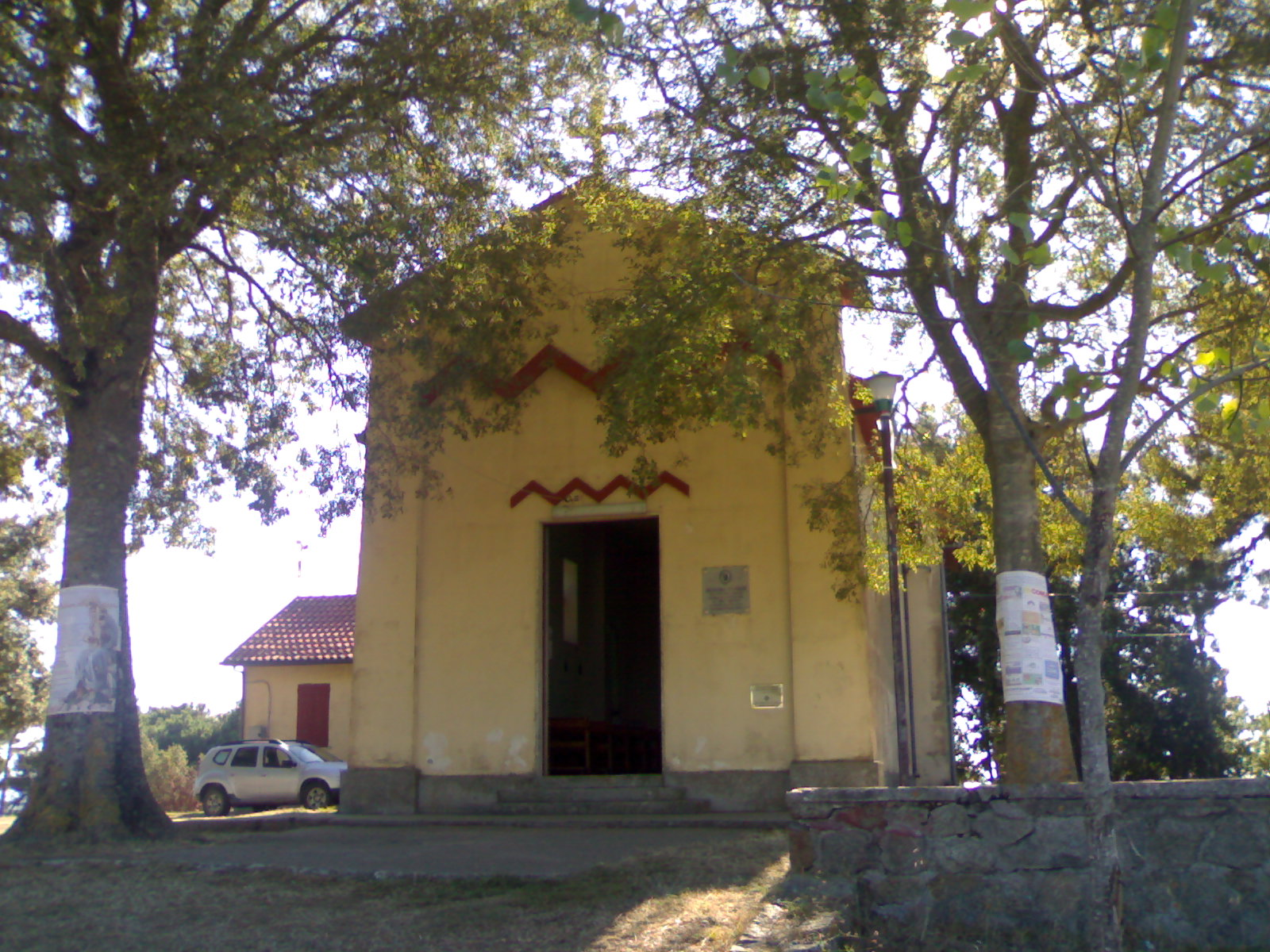
Chiesa di Sant'Elia

### Architetture religiose
L'unico luogo di culto della montagna è la Chiesa di Sant'Elia (1958), architettura moderna posta sulla sommità e costruita nell'area dove, fin dall'anno 884, vi furono edificati vari luoghi di culto con conventi annessi, tra i quali una chiesa costruita da Sant'Elia lo Juniore. All'interno sono collocate le statue della Madonna della Montagna e di Sant'Elia profeta.

### Punti panoramici
(Leonida Repaci)

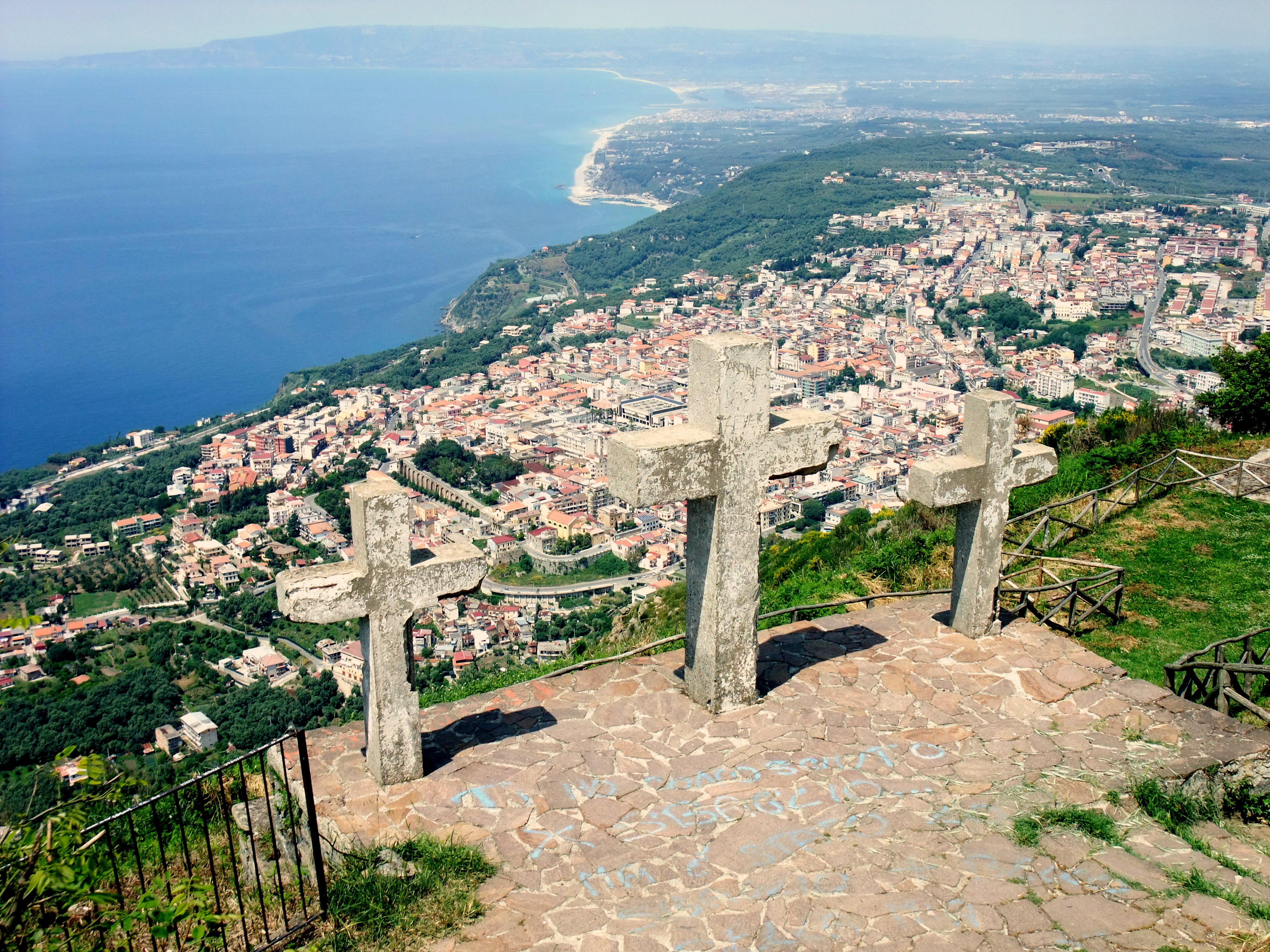
Vista delle "tre croci" sulla cima monte

I punti panoramici della montagna sono molti, grazie alla conformazione. Il punto panoramico principale è il Rocco Isola - Pelorosso, posto sulla sommità del monte, costituito da una serie di balconate realizzate con ringhiera e scale sopra i vari costoni della montagna. Dalle suddette balconate è possibile ammirare tutta la costa tirrenica da Capo Vaticano allo Stretto di Messina, il mar Tirreno, le Isole Eolie, il vulcano Etna e tutta la città di Palmi. Sulla cima dal belvedere, tra l'altro, sono collocate tre croci bianche, a ricordo del monte calvario dove Gesù fu crocifisso.

### Aree naturali

#### Sentieri ed escursionismo
Il Monte Sant'Elia è una meta privilegiata di escursionismo o trekking. I due percorsi principali, effettuati dagli escursionisti, sono posti uno alle pendici della montagna, il "sentiero del Tracciolino", ed uno sulla cima della stessa. Il "sentiero del Tracciolino", il cui percorso è posto a mezza costa lungo il fianco nord-est del monte, è inserito all'interno dei percorsi naturalistici della Calabria, e costituisce col suo itinerario a picco sul mare della Costa Viola, un richiamo per i turisti.

#### Aree protette
Tra le aree naturali, la montagna ricade in gran parte all'interno di due aree protette della Regione Calabria, e cioè la Zona di Protezione Speciale denominata "Costa Viola" ed il Sito di Interesse Comunitario denominato "Costa Viola e Sant'Elia".

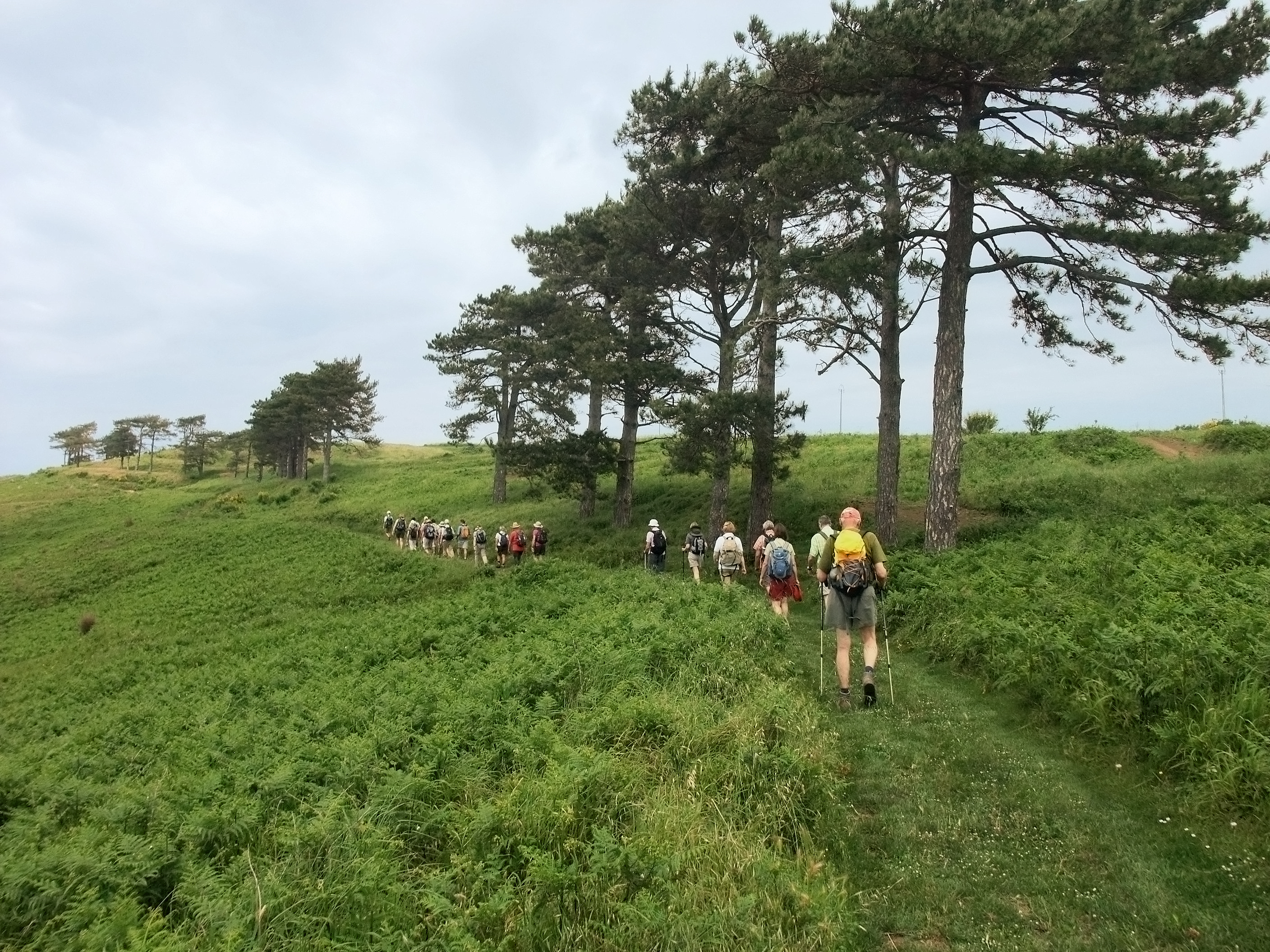
Escursionismo sulla cima della montagna

Il sito di Interesse Comunitario, denominato "Costa Viola e Sant'Elia", costituisce il tratto di costa compresa tra gli abitati di Scilla e Palmi. I versanti della costa sono formati da rocce intrusive e metamorfiche, coperti da depositi di rocce sedimentarie e sedimenti sciolti di ambiente marino costiero e continentali sabbioso-conglomeratici. Lungo i ripidi versanti vengono coltivate, attraverso terrazzamenti, uve pregiate di gaglioppo, malvasia e zibibbo. Un tempo i vigneti venivano raggiunti dai contadini attraverso dei sentieri o addirittura con delle barche che costituivano anche il mezzo di trasporto dell'uva durante la vendemmia. Le rupi costiere, formanti talora alte falesie, sono ricche di specie come la dianthus rupicola. Sono presenti boschi di leccio, arbusteti termo-mediterranei e pre-steppici e vegetazione casmofitica tipica delle scogliere.
La Zona di protezione speciale denominata "Costa Viola", che comprende come detto gran parte della montagna, è una delle zone europee più importanti per la migrazione primaverile dei falconiformi e di altri grandi veleggiatori lungo la costa. La ZPS si estende dalla Marina di Palmi verso lo stretto. Queste zone includono, inoltre, siti montani con morfologie pianeggianti in cui sono presenti formazioni di ambienti umidi effimeri.
Tra le specie di fauna dell'area vi sono la sylvia undata, l'aquila reale, il nibbio bruno, alcune specie di falco, la balia dal collare, l'averla piccola ed il gufo reale.
Mentre tra le specie di flora vi sono, oltre alla dianthus rupicola, la centaurea, l'erucastrum, il limonium ed il senecio gibbosus, alcune specie di felce, il Narcissus tazetta, l'anagallis, la genista, lo juncus e la stellaria.

## Società

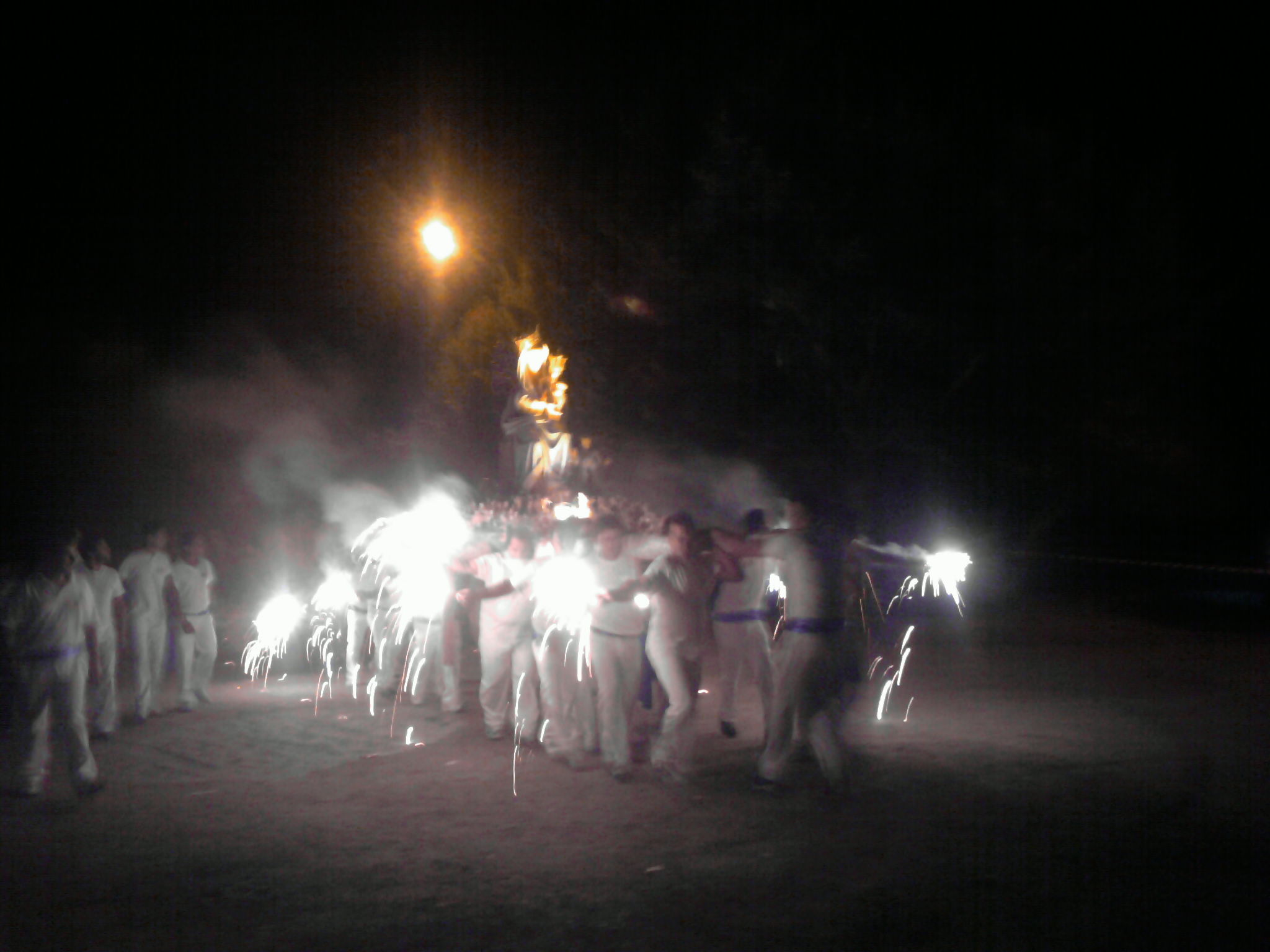
Fiaccolata al rientro della processione della Madonna della Montagna

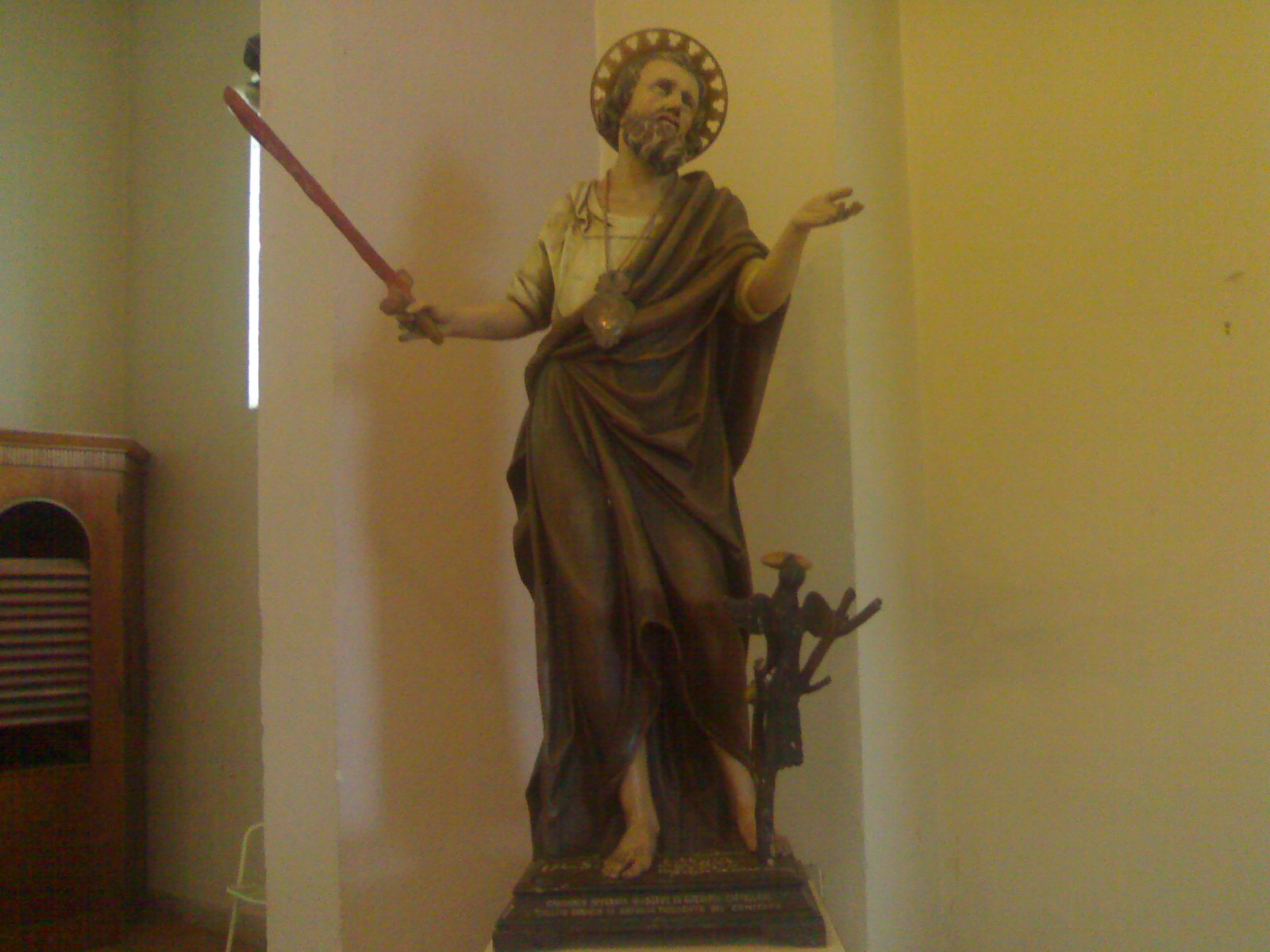
Statua di Sant'Elia, nell'omonima chiesa

### Religione
(Martirologio Romano, al 6 aprile.)
Sulla sommità della montagna, nel primo millennio dell'era cristiana, hanno vissuto personalità venerate quali santi dalla Chiesa cattolica e dalla chiesa ortodossa. Queste figure sono sant'Elia lo Juniore e san Filarete.

### Tradizioni e folclore
- Festa di Sant'Elia profeta, svolta annualmente il 20 luglio con processione che ripercorre antichi sentieri;[29]
- Festa della Madonna della Montagna, celebrata annualmente l'8 settembre, con processione e fiaccolata finale.

### Istituzioni, enti e associazioni
È sede di un ripetitore radiotelevisivo dal 1986, utilizzato da Rai Way per la diffusione del Rai Mux 1 ed anche dall'Internet Service Provider wical per la fornitura di servizi ADSL e HDSL.

## Sport

### Ciclismo

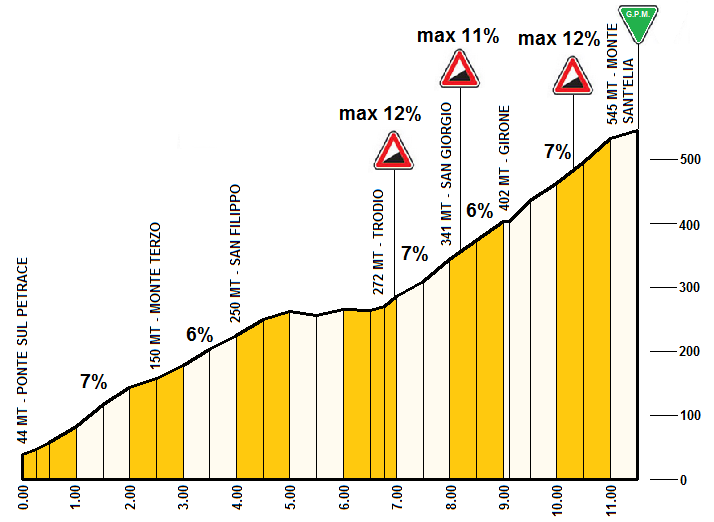
Profilo altimetrico della salita del Sant'Elia

La montagna sportivamente è da sempre legate soprattutto al ciclismo. In dodici edizioni del Giro d'Italia la città di Palmi è stata attraversata dalla carovana del Giro ed in tutte, ad eccezione della tappa del 25 maggio 1982 in cui Palmi era sede di partenza, i ciclisti hanno percorso in salita o in discesa la strada che collega la città alla sommità della montagna.
Ma la scalata del monte Sant'Elia è legata soprattutto al Giro della Provincia di Reggio Calabria. Difatti la salita, con pendenze che arrivano anche al 12%, ha spesso fatto la differenza decidendo il vincitore finale della gara. La scalata del Sant'Elia venne percorsa fin dalla prima edizione del giro, nel 1920, e rimase fissa nei tracciati di gara fino all'edizione del 1969. Anche successivamente, seppur non in modo continuativo, la salita è rimasta la scalata principale della corsa. Nel passato, i più grandi nomi del ciclismo italiano hanno dato spettacolo nell'ascesa alla vetta. Tra questi vi furono: Fausto Coppi, Gino Bartali, Felice Gimondi, Fiorenzo Magni, Gastone Nencini e Vittorio Adorni.
Tra le scalate storiche va certamente citata quella del 1950, quando Fausto Coppi ascese la montagna staccando Gino Bartali di 5 minuti e 54 secondi. La scalata del 1952 vide invece la lotta tra Fiorenzo Magni e Gino Bartali. Fausto Coppi tornò a legare il proprio nome alla salita nel 1954 e 1955 (anno in cui Gastone Nencini fu costretto a cedere il passo al campionissimo sulle ultime rampe). Però quest'ultimo arrivò prima alla vetta nel 1958. Nella corsa del 1966 la scalata fu vinta dal celebre scalatore Vito Taccone, mentre nel 1969 arrivò primo alla vetta Vittorio Adorni con, alle sue spalle, Felice Gimondi. Roger De Vlaeminck è il più noto ciclista straniero a legare il proprio nome alla scalate del Sant'Elia, arrivando primo in vetta nel 1974. L'ultimo campione che diede battaglia sulla salita è, probabilmente, Francesco Moser nell'edizione del 1976.

## Infrastrutture e trasporti

### Strade
La principale arteria stradale che passa vicino al monte Sant'Elia è la strada statale 18 Tirrena Inferiore, dalla quale inizia l'ex strada provinciale che percorre la sommità della montagna fino alla chiesa e al belvedere.

### Mobilità urbana
Per quanto riguarda i trasporti urbani la montagna è collegata al centro cittadino di Palmi dall'azienda municipale di trasporti, denominata Piana Palmi Multiservizi, tramite la linea Palmi-Sant'Elia.